# アヴァン・ポップ
アヴァン・ポップ（Avant-pop）とは、1990年代のポストモダニズムから派生したアメリカ芸術運動のひとつ。その提唱者のひとりである文芸評論家のラリイ・マキャフリイは、著書『After Yesterday's Crash: The Avant-Pop Anthology』(1996年)において、「マスメディア・コンテンツ (映画、ポップ・ミュージック、テレビ、マンガ、インターネット、テレビゲームなど)が使われ、その多くはアヴァンギャルドな技術・手法が応用されたアート」と定義されている。マーク・アメリカは「The Avant-Pop Manifesto」において、「ポストモダニズムはアヴァン・ポップに置き換わった」と主張。また2012年6月2日には自身のツイッターで、「アヴァン・ポップはデジタルコンテンツ=電子配布(Electronic distribution)の時代における最初の芸術的潮流である」と発言した。
アヴァン・ポップという呼称は、アメリカのジャズ・ミュージシャンであるレスター・ボウイが1986年に発表したアルバム『Avant Pop』から採られたものである。
アヴァン・ポップ文学の先駆者には、ハーラン・エリスン、ウィリアム・ギブスン、フィリップ・K・ディック、カート・ヴォネガットなどがいる。その作品が扱う分野は、スリップストリーム (文学)やニュー・ウィアードに極めて類似している。
また映画監督クエンティン・タランティーノやロバート・ロドリゲス、コーエン兄弟、エミール・クストリッツァらが当てはまる。